# Vertreter besonderer Bundesinteressen
Vertreter besonderer Bundesinteressen sind Interessenvertreter des Bundes, die aufgrund gesetzlicher Regelungen des Kriegsfolgen- sowie des Wehrrechts bestellt werden. Der Bundesrechnungshof hat sie in seinem Jahresbericht 2001 für überflüssig erklärt und zusammenfassend ausgeführt:

„Mehrere Bundesgesetze sehen Vertreter besonderer Bundesinteressen vor, die zusätzlich zu den sachlich zuständigen Behörden Kontrollaufgaben wahrnehmen oder neben diesen vor allem die finanziellen Belange des Bundes verfolgen.
Die Interessenvertreter sind nicht erforderlich. Ein Verzicht auf sie führt zu Verwaltungsvereinfachungen und ermöglicht die Bereinigung der betroffenen rechtlichen Regelungen.“

Es handelte sich um folgende Funktionen:
| Bundesressort | Vertreter besonderer Bundesinteressen                                                    | Begründet durch     |
| ------------- | ---------------------------------------------------------------------------------------- | ------------------- |
| BMF           | Vertreter des Bundesinteresses nach § 48 Reparationsschädengesetz (RepG)                 | BGBl. 1969 I S. 105 |
| BMF           | Vertreter des Bundesinteresses nach § 56 Allgemeines Kriegsfolgengesetz (AKG)            | BGBl. I S. 1747     |
| BMF           | Vertreter des Finanzinteresses nach § 56 Bundesleistungsgesetz (BLG)                     | BGBl. I S. 815      |
| BMF           | Vertreter des Finanzinteresses nach § 18 Schutzbereichgesetz (SchBerG)                   | BGBl. 1956 I S. 899 |
| BMF           | Vertreter des Bundesinteresses nach § 45 Gesetz über die Abgeltung von Besatzungsschäden | BGBl. 1955 I S. 734 |
| BMI           | Vertreter der Interessen des Ausgleichsfonds                                             | BGBl. I S. 446      |

Auf den Vertreter des Bundesinteresses nach § 45 des Gesetzes über die Abgeltung von Besatzungsschäden war bereits 1987 verzichtet worden. Die Vorschriften über die Vertreter des Finanzinteresses  im BLG und im SchBerG bestehen noch. Die übrigen Funktionen wurden nach den Bemerkungen des Bundesrechnungshofs aufgehoben.